# قائمة أنهار بارا
يتم ترتيب القائمة حوض الصرف من الشمال إلى الجنوب، ، مع وضع مسافة بادئة للروافد المعنية تحت اسم كل مجرى مائي رئيسي وترتيبها من أسفل مجرى النهر إلى المنبع. تتدفق جميع الأنهار في بارا إلى المحيط الأطلسي، فإن غالبية الولاية تقع في حوض الأمازون.

## بواسطة حوض الصرف
- نهر الأمازون
  - نهر كاجاري
  - نهر أناخاس
    - نهر كورورو
    - نهر موكوس

  - نهر جاكاري
    - نهر أراما
      - نهر مابوا

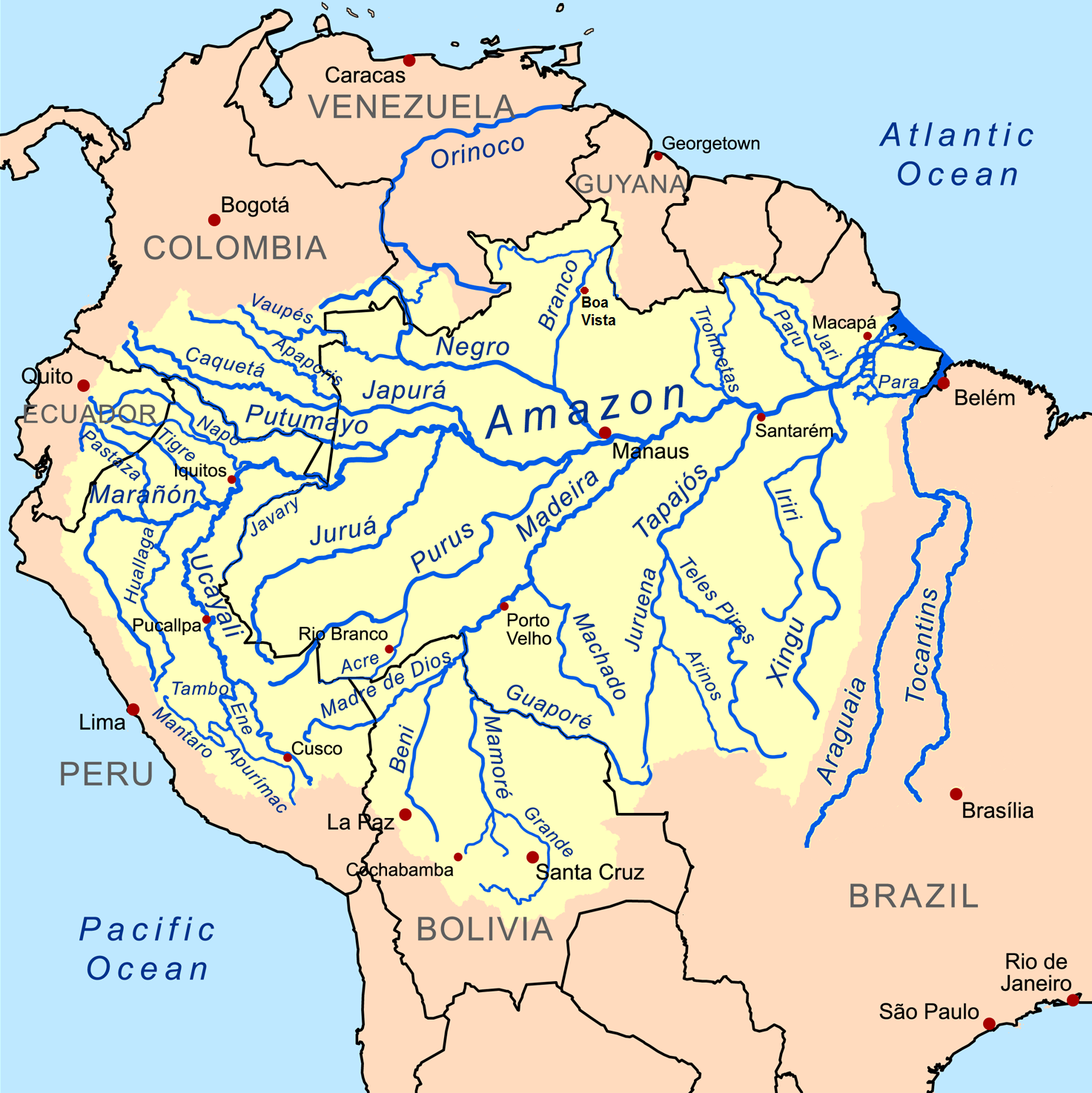
حوض نهر الأمازون

    - فورو دو تاجابورو (يتصل بنهر بارا)

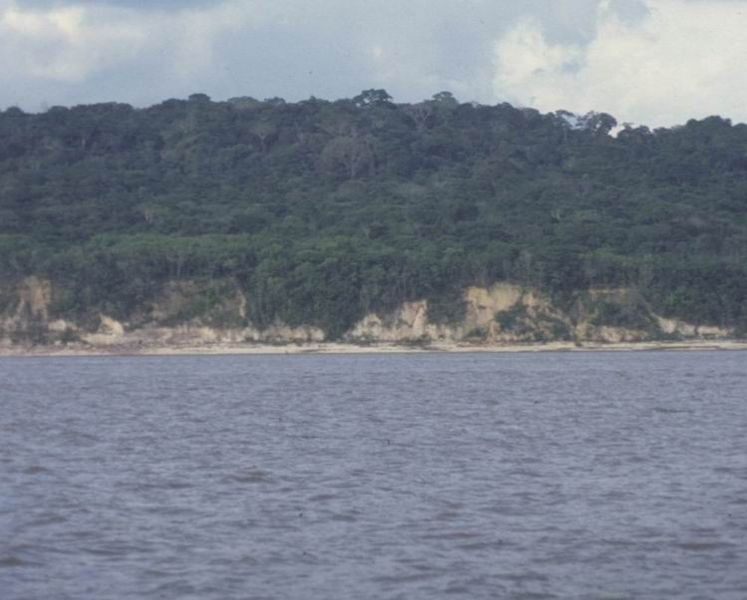
نهر توكانتين

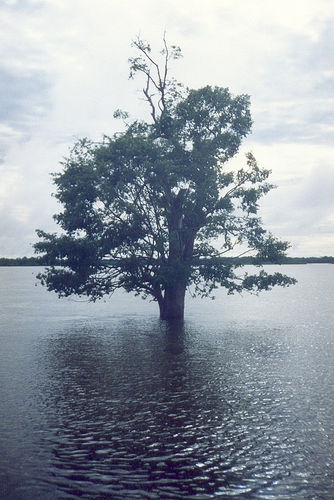
نهر أراغوايا

      - نهر دا لاغونا (نهر بوكسيس)

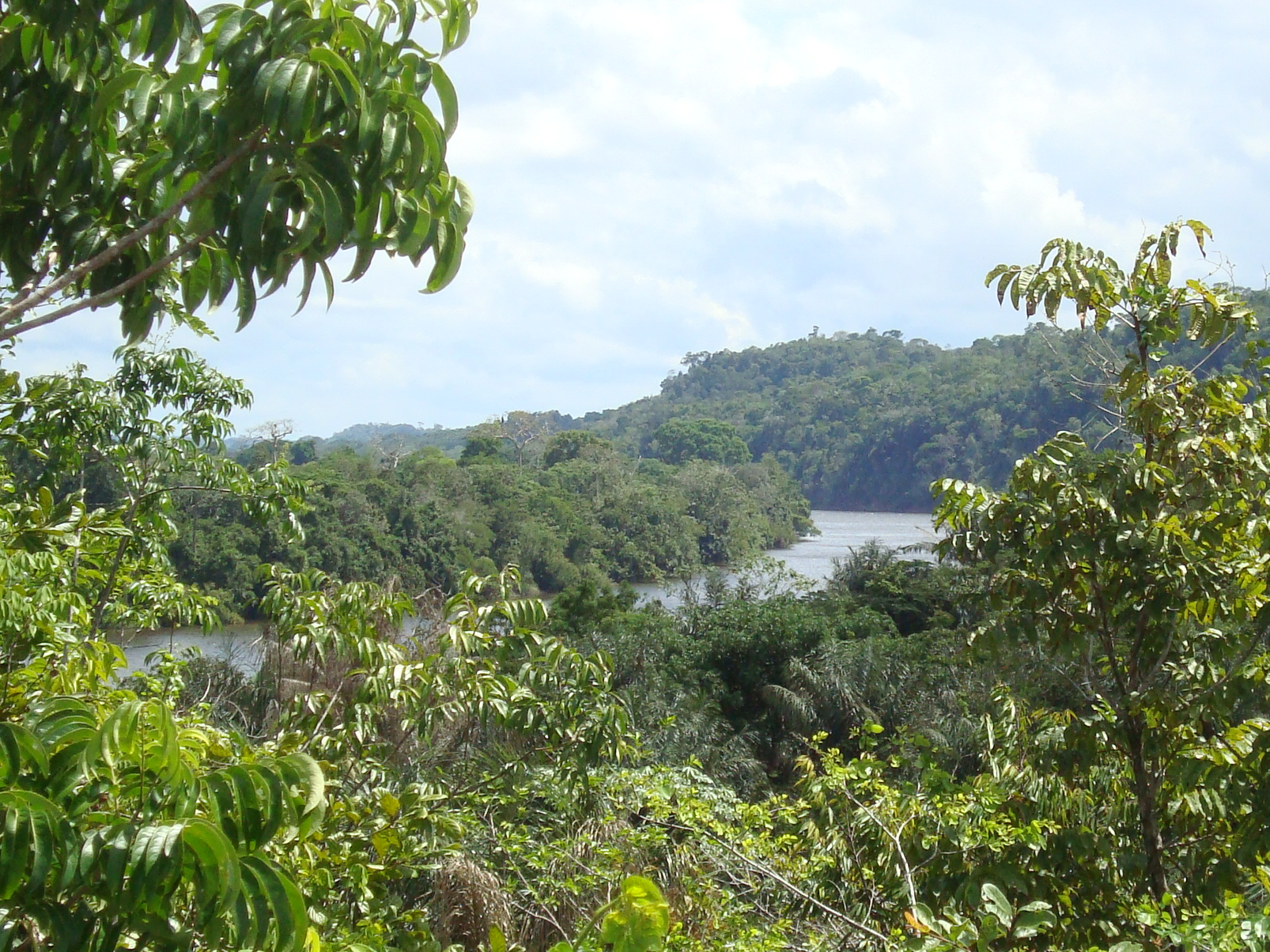
نهر بارو

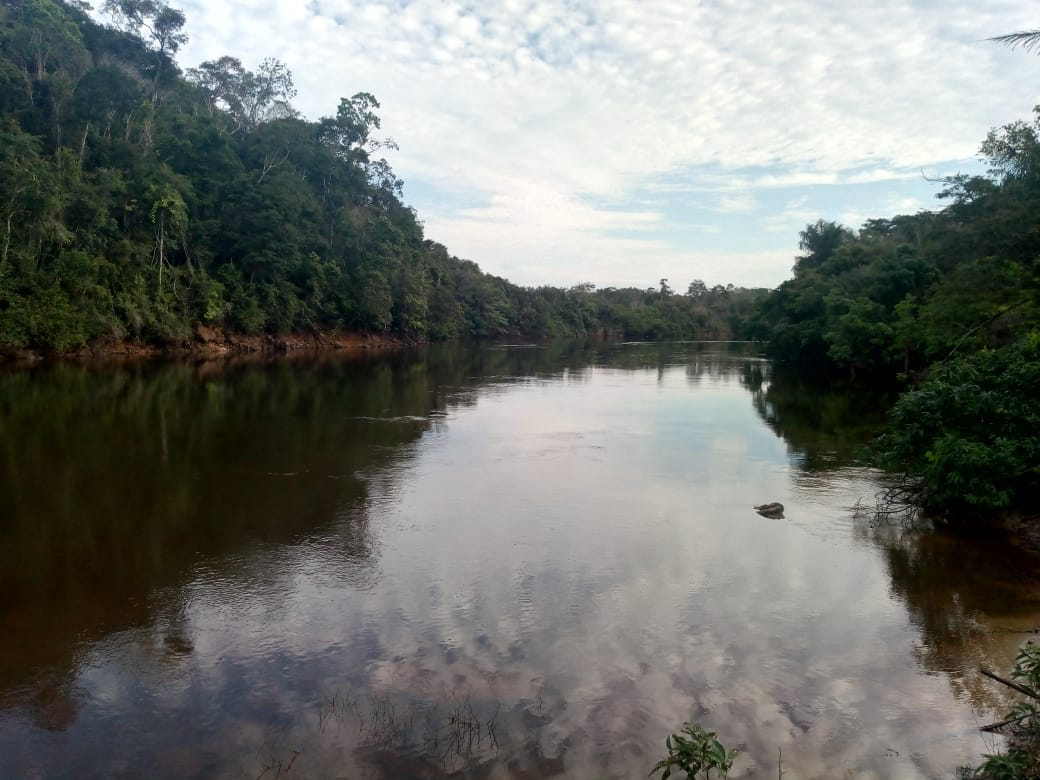
نهر كورا أونا

    - نهر دي بريفيس (يتصل بنهر بارا)

  - نهر باكويا بريتو
  - نهر جاري
    - نهر كاركورو
    - نهر ابيتنغا

  - نهر شينغو
    - نهر جاروكو
    - نهر أكاراي
    - نهر توكوروي
    - نهر باكاجا
    - نهر باكاجاي
    - نهر ايتاتا
    - نهر ايري
      - نهر نوفو
      - نهر كاراجاري
      - نهر كورا
        - نهر باو
        - نهر كوروا

      - نهر كاتيتي
      - نهر شنشن
      - نهر تشيتشي
      - نهر ايري نوفو
      - نهر إيبيرانجا

    - نهر باردو
    - فريسكو نهر
      - نهر برانكو
      - نهر ريزينهو
      - نهر ترايرو
      - نهر ارياس

    - نهر بيتيتا ( نهر بورتو أليغري)
    - ريبيراو دا باز
    - نهر ليبرداد

- نهر بارو
  - نهر سيتاريه
- نهر غواخارا
- نهر جوارا
- نهر مايورو

- نهر كورا أونا
  - نهر موجو دوس كامبوس
  - نهر كورا دو سول
    - نهر توتي
- نهر تاباجوس
  - نهر أرابيون
    - نهر أروا

  - نهر أنديرا
  - نهر كوروبارا
  - نهر جامانكس
    - نهر توكانتينز
    - نهر نوفو

  - نهر كريبوري
  - نهر باكو
  - نهر داس تروباس
  - نهر ليستي
  - نهر كورورو
  - نهر ساو مانويل ( نهر تيليس بيرز)
    - نهر كورورواسو
    - نهر ساو بينيديتو
    - نهر كريستالينو
- نهر كورا
  - نهر ماما
  - نهر كومينابيما
- نهر ترومبيتاس
  - نهر بارو دي أويستي (نهر كومينا)
    - نهر مارابي

  - نهر مابويرا
    - نهر باراكوكسي
    - نهر تاويني

  - نهر كاشورو
    - نهر إيمابو

  - نهر بوانا
    - نهر كافويني

  - نهر أنامو
    - نهر كورياو
- نهر جوريتي
- نهر هاموندا
- نهر مامورو
  - نهر مارياكوا
- نهر أنديرا
- نهر مويس آكو (أمازوناس)
  - نهر أوروبادي
  - نهر أمانا

- نهر باراكوتي
- نهر أراري
- نهر أتوا
- نهر براكومبا
- نهر بارا
  - نهر كاناتيكو
  - نهر براكوبا
  - نهر بيريا
    - نهر موكوتا

  - نهر موتواكا
  - نهر غواخارا
  - نهر كوبيرو
  - نهر اراتيكو
    - نهر دوس أويراس

  - نهر باناوبا
  - نهر دي بريفيس (يتصل بنهر الأمازون)
  - فورو دو تاجابورو (يتصل بنهر الأمازون)
  - نهر جاكوندا
  - نهر باكاجا
    - نهر كامارايب
    - نهر أوريانا
    - نهر أراتو

  - نهر أنابو
    - نهر براكوبي
    - نهر براكي
    - نهر توريه

- نهر توكانتينز
  - نهر باراكاواري
    - نهر ساكو

  - نهر كاجيزيرا
    - نهر دا ديريتا

  - نهر ايتاكيوناس
    - نهر كاتيتي
    - نهر سورورو
    - نهر فيرميلو
    - نهر باراوابيباس
    - نهر تاريابيه
    - نهر بويم

- نهر أراغوايا
  - ريبيراو سانتا ماريا
  - نهر باو داركو
    - نهر أراياس دو نهر أراجوايا

  - نهر إيناجا
  - نهر كامبو أليغري
  - ريبيراو سانتانا

- نهر أكارا
  - نهر موجو
    - نهر كيراري

  - نهر أكارا ميريم

- نهر غواما
  - نهر كابيم
    - نهر كاماوي
    - نهر سوروبيو
    - نهر أرارانديوا

- نهر كيتي
- نهر بيريا
- نهر جوروبي
  - نهر كوراسي
  - نهر أوريم

## أبجديا
- Acará River
- Acará-Mirim River
- نهر أكاراي
- Amanã River
- نهر الأمازون
- Anajás River
- Anamu River
- Anapu River
- Andirá River
- نهر أراغوايا
- نهر أراما
- Arapiuns River
- Ararandeua River
- Arari River
- Araticu River
- Aratu River
- Arraias do Araguaia River
- Arraias River
- Aruã River
- Atuá River
- نهر باكاجا
- Bacajaí River
- Baquiá Preto River
- Baracuxi River
- Baú River
- Branco River
- Cachorro River
- Caeté River
- Cafuini River
- Cairari River
- Cajari River
- Cajàzeira River
- Camaoi River
- Camaraipe River
- Campo Alegre River
- Capim River
- Carajarí River
- Carecuru River
- Catete River
- Catete River
- Chiché River
- Citaré River
- Coraci River
- Crepori River
- نهر كريستالينو
- Cuminapanema River
- Cupiró River
- Curiaú River
- Curuá River
- نهر كورُا
- Curuá do Sul River
- نهر كورا أونا
- Curuaés River
- Curupara River
- Cururu River
- Cururu River
- Cururuaçu River
- Da Direita River
- Da Laguna River (Pauxis River)
- Das Tropas River
- De Breves River
- Dos Oeiras River
- Fresco River
- Furo do Tajapuru
- Guajará River
- Guajará River
- نهر غواما
- نهر غوروبي
- Imabu River
- Inajá River
- إبيرانجا
- Ipitinga River
- نهر إريري
- Iriri Novo River
- نهر إيتاكيونس
- Itata River
- نهر جاكاري غراندي
- Jacundá River
- نهر جامانكس
- Jaraucu River
- نهر جاري
- Jauaru River
- Juriti River
- Leste River
- Liberdade River
- Maicuru River
- Mamiá River
- Mamuru River
- Mapuá River
- Mapuera River
- Marapí River
- Mariaquã River
- Moções River
- Moju River
- Moju dos Campos River
- Mucutá River
- Mutuacá River
- Nhamundá River
- Novo River
- Novo River
- Pacajá River
- Pacu River
- Panaúba River
- Pará River
- Paracauari River
- Paracauti River
- Parauapebas River
- Pardo River
- Paru River
- Paru de Oeste River (Cuminá River)
- Pau d'Arco River
- Petita River (Porto Alegre River)
- Piriá River
- Piriá River
- Poana River
- Pracaí River
- Pracumba River
- Pracupí River
- Puim River
- Ribeirão da Paz
- Ribeirão Santa Maria
- Ribeirão Santana
- Riozinho River
- Saco River
- São Benedito River
- تيليس بيريس (Teles Pires River)
- Sororò River
- Surubiu River
- نهر تاباجوس
- Tapirapé River
- Tauini River
- نهر توكانتين
- Tocantins River
- Trairão River
- Trombetas River
- Tucurui River
- Tueré River
- Tutuí River
- Uraim River
- Uriurana River
- Urupadi River
- Vermelho River
- نهر شينغو
- Xinxim River